# Корчмин (Люблінське воєводство, Польща)
Корчмин (пол. Korczmin) — село в Польщі, у гміні Ульгівок Томашівського повіту Люблінського воєводства. Населення — 117 осіб (2011).

## Історія
Перша письмова згадка про село датується 1472 роком.
У 1880 році в селі мешкало 809 греко-католиків (українців) та 40 римо-католиків (поляків).
Перед Другою світовою війною у селі мешкало близько 1 тис. осіб, переважно українці.
У 1945 році, вже за радянської окупації, мешканці села зверталися до влади з проханням відкрити українську школу, проте отрималу відмову з огляду на неможливість добиратися до поселення через діяльність українського збройного підпілля.
26-30 червня 1947 року під час операції «Вісла» польська армія виселила з Корчмина на щойно приєднані до Польщі північно-західні терени 375 українців.
Територія села відійшла до Польщі за угодою про обмін ділянками територій у 1951 році.

## Населення
Демографічна структура станом на 31 березня 2011 року:
|          | Загалом | Допрацездатний вік | Працездатний вік | Постпрацездатний вік |
| -------- | ------- | ------------------ | ---------------- | -------------------- |
| Чоловіки | 55      | 5                  | 35               | 15                   |
| Жінки    | 62      | 7                  | 35               | 20                   |
| Разом    | 117     | 12                 | 70               | 35                   |

## Український цвинтар
Перебуває у стані руїни. Епізодично прибирають приїжджі волонтери.

## Особистості

### Народилися
- Данило Дригант (нар. 1942) — український геолог[9].
- Іван Лапчук (1894—1984) — український вчений-агроном, фахівець у галузі меліорації, громадський діяч[10].